# Anthony Obame
Anthony Obame Mylann (ur. 10 września 1988 w Libreville) – gaboński zawodnik taekwondo, wicemistrz olimpijski z Londynu w kategorii +80 kg.
Startuje w kategorii wagowej powyżej 80 kg. Zdobył srebrny medal podczas igrzysk olimpijskich w Londynie, tym samym został zdobywcą pierwszego olimpijskiego medalu dla Gabonu. W tej samej kategorii wagowej startował na igrzyskach w Rio de Janeiro i Tokio, ale nie zdobył na nich medalu.
W swej karierze trzykrotnie sięgnął po medal mistrzostw świata, w 2013 roku otrzymał złoto, natomiast w 2015 i 2017 roku został brązowym medalistą. Jest sześciokrotnym medalistą mistrzostw Afryki, w tym dwukrotnie wywalczył tytuł mistrzowski  (w 2014 i 2018 roku), jak również trzykrotnym medalistą igrzysk afrykańskich (medale wywalczył w latach 2011-2019).